# يوم النصر في أوروبا

ونستون تشرشل يلوح للحشود في وايتهال في يوم إعلانه الفوز بالحرب على ألمانيا.

يوم النصر في أوروبا (بالإنجليزية: Victory in Europe Day)‏ كما يشار له بالرمز V-E Day أو VE Day كان في 7 مايو و8 مايو 1945، وهو اليوم الذي قبلت فيه قوات الحلفاء في الحرب العالمية الثانية الاستسلام غير المشروط لقوات الجيش النازي ونهاية الرايخ الثالث لأدولف هتلر. في يوم 30 أبريل انتحر هتلر أثناء معركة برلين وهكذا أعلن الاستسلام من قبل خلفه الرئيس كارل دونيتز. وعرفت الحكومة التي قادها دونتز باسم حكومة فلنسبورغ.

## معرض الصور

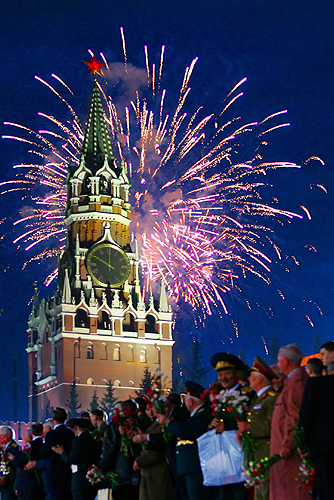
Fireworks in موسكو, Russia (Victory Day 2005)
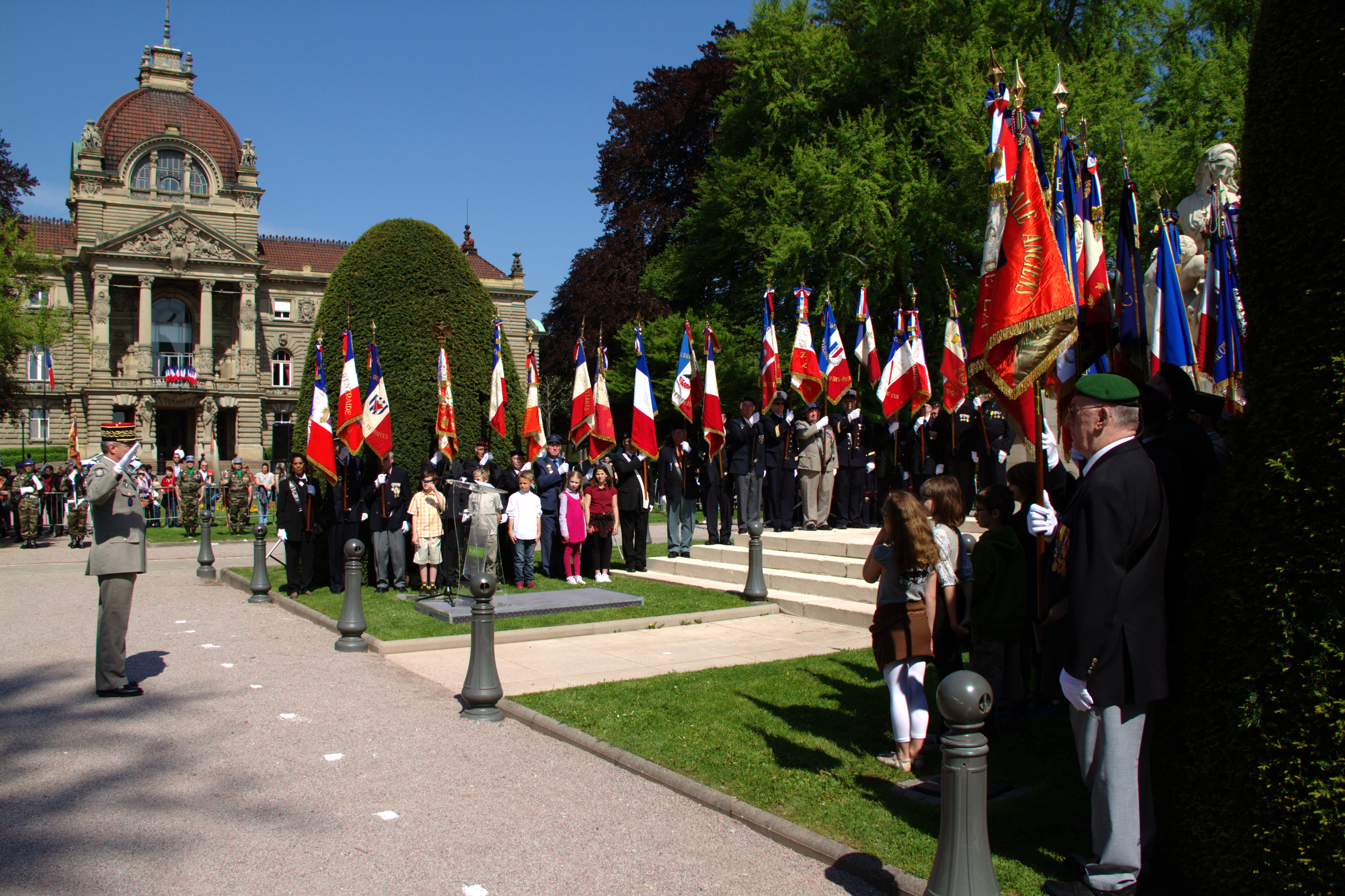
Ceremony in Place de la République, Strasbourg, France (2013)
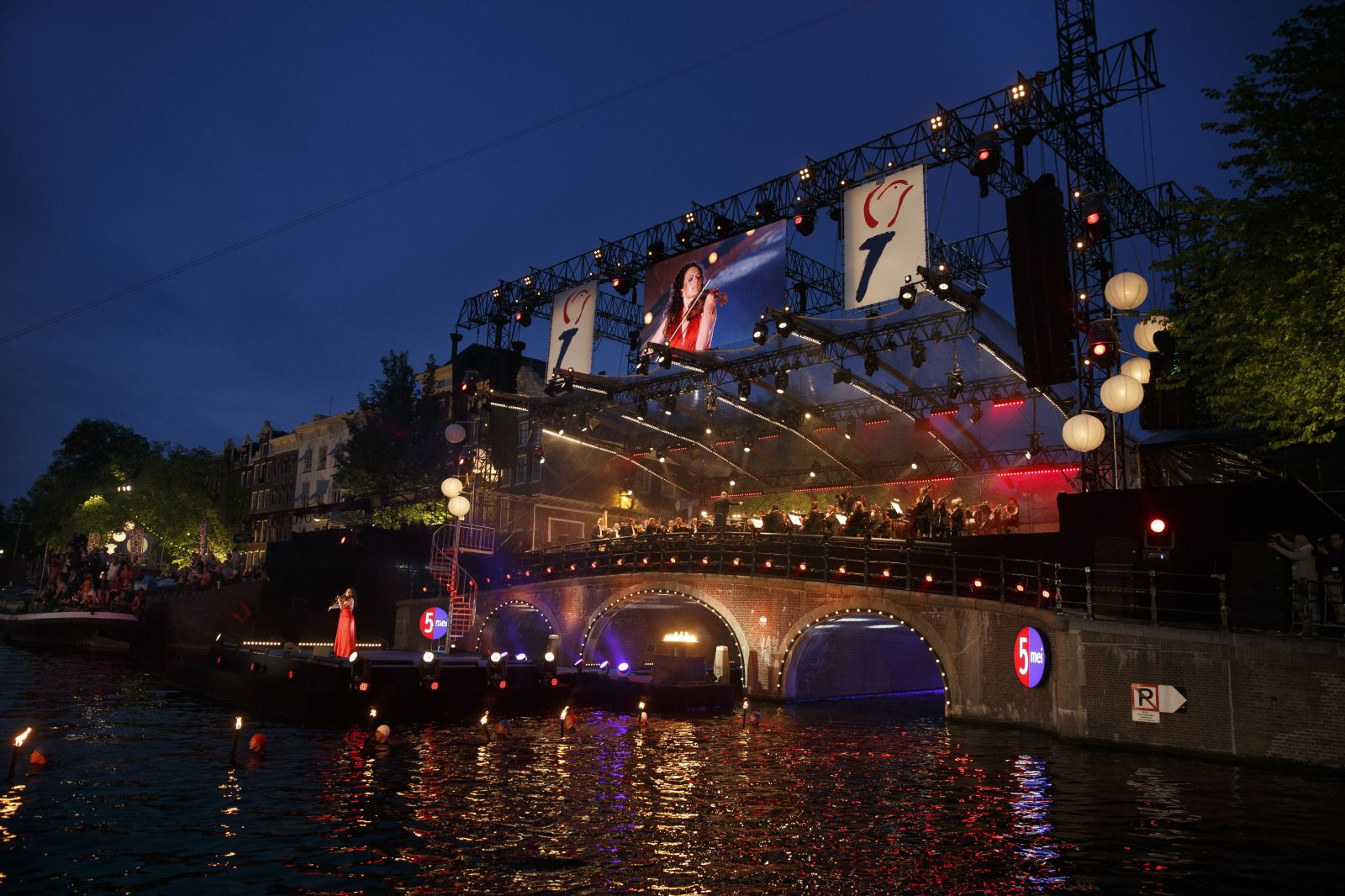
Concert in أمستردام, Netherlands (يوم التحرير (هولندا) 2014)
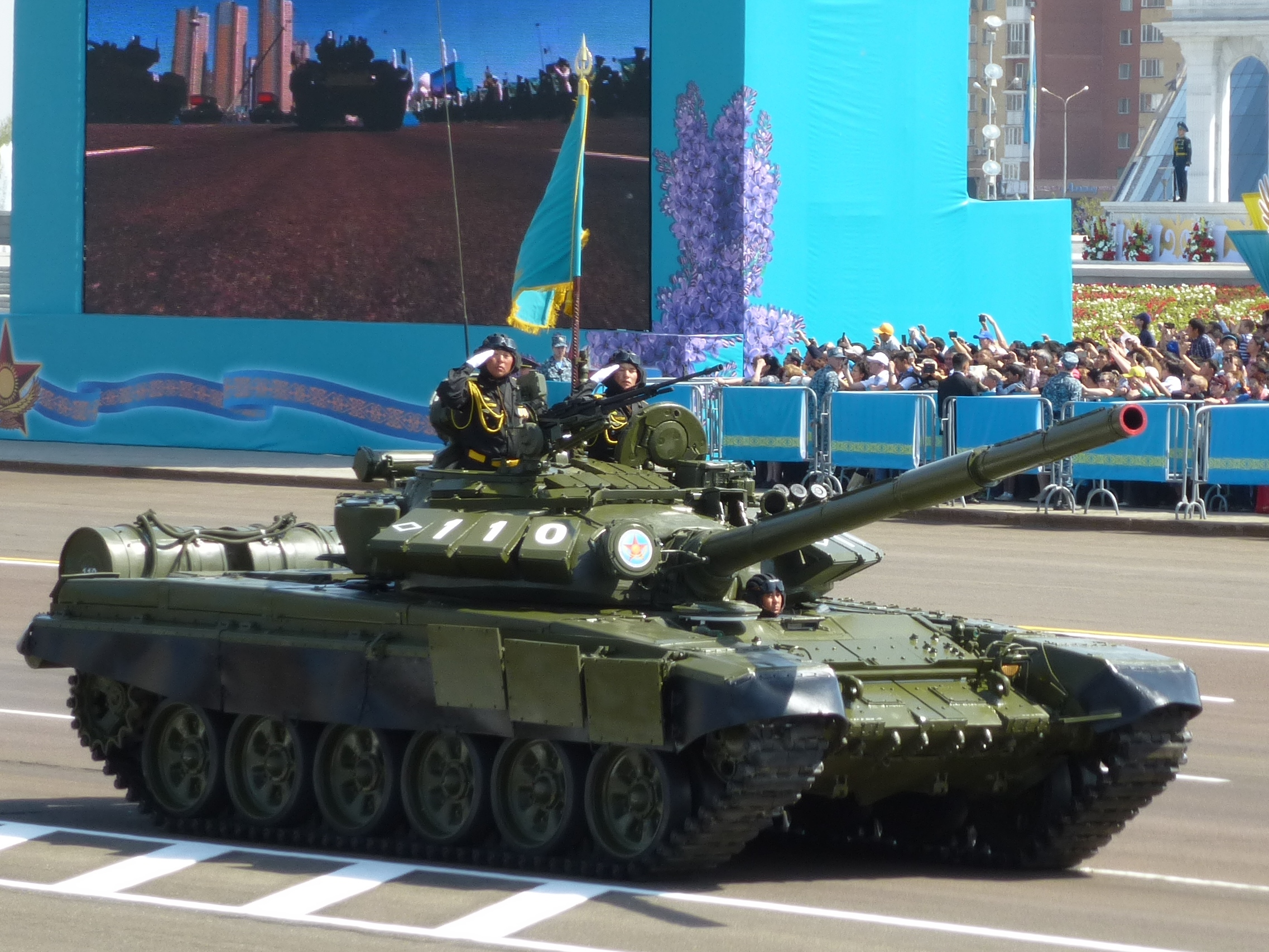
A تي-72 in the Victory Day parade, آستانا, Kazakhstan (عيد النصر على النازية 2015)
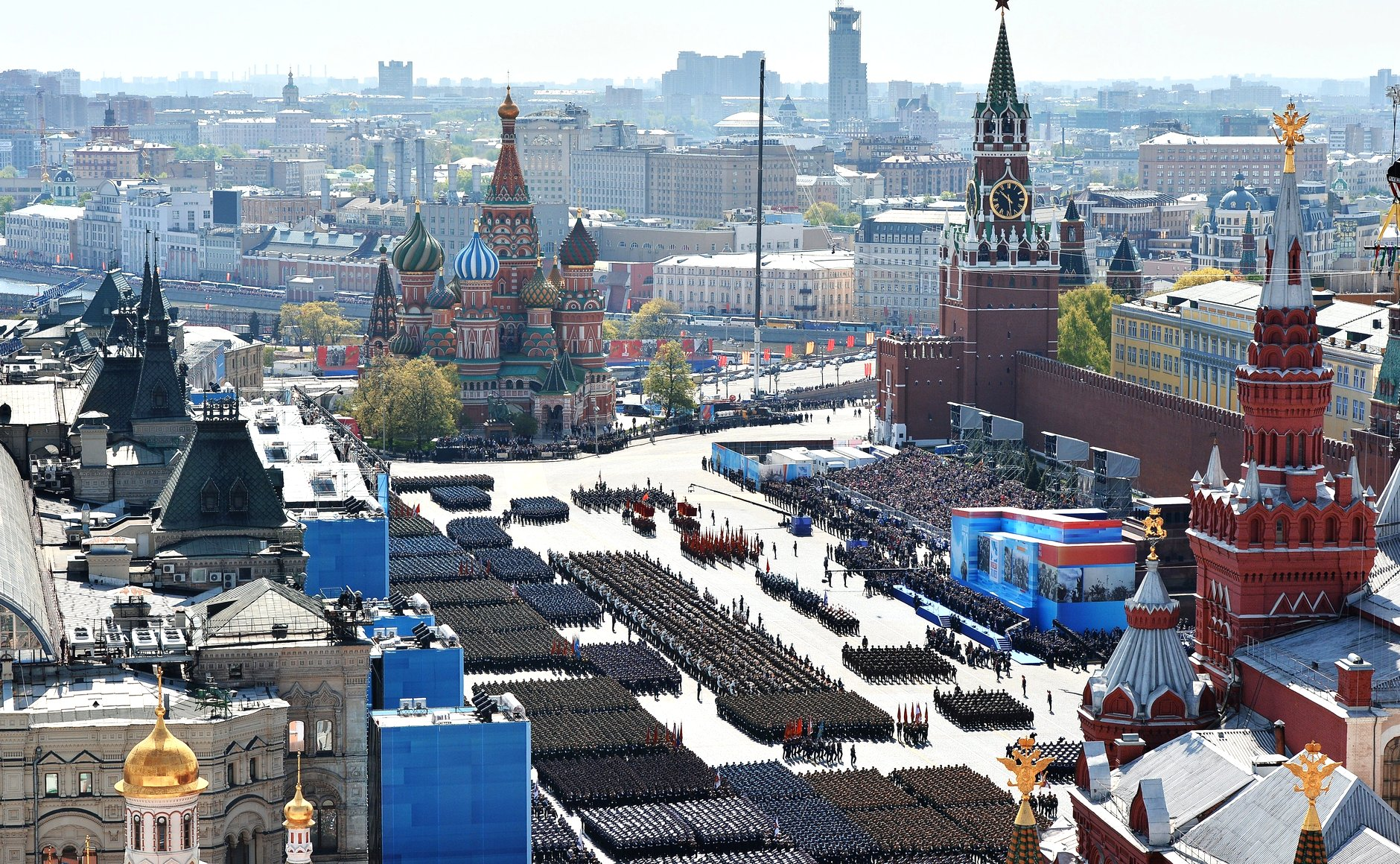
The Victory Day Parade، الميدان الأحمر, Moscow, Russia (Victory Day 2015)
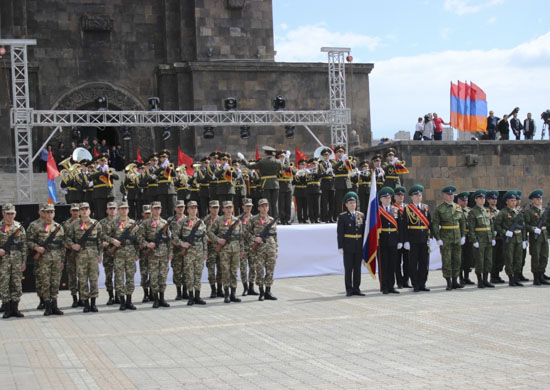
Ceremony at the الأم أرمينيا monument, يريفان, Armenia (Victory Day 2018)
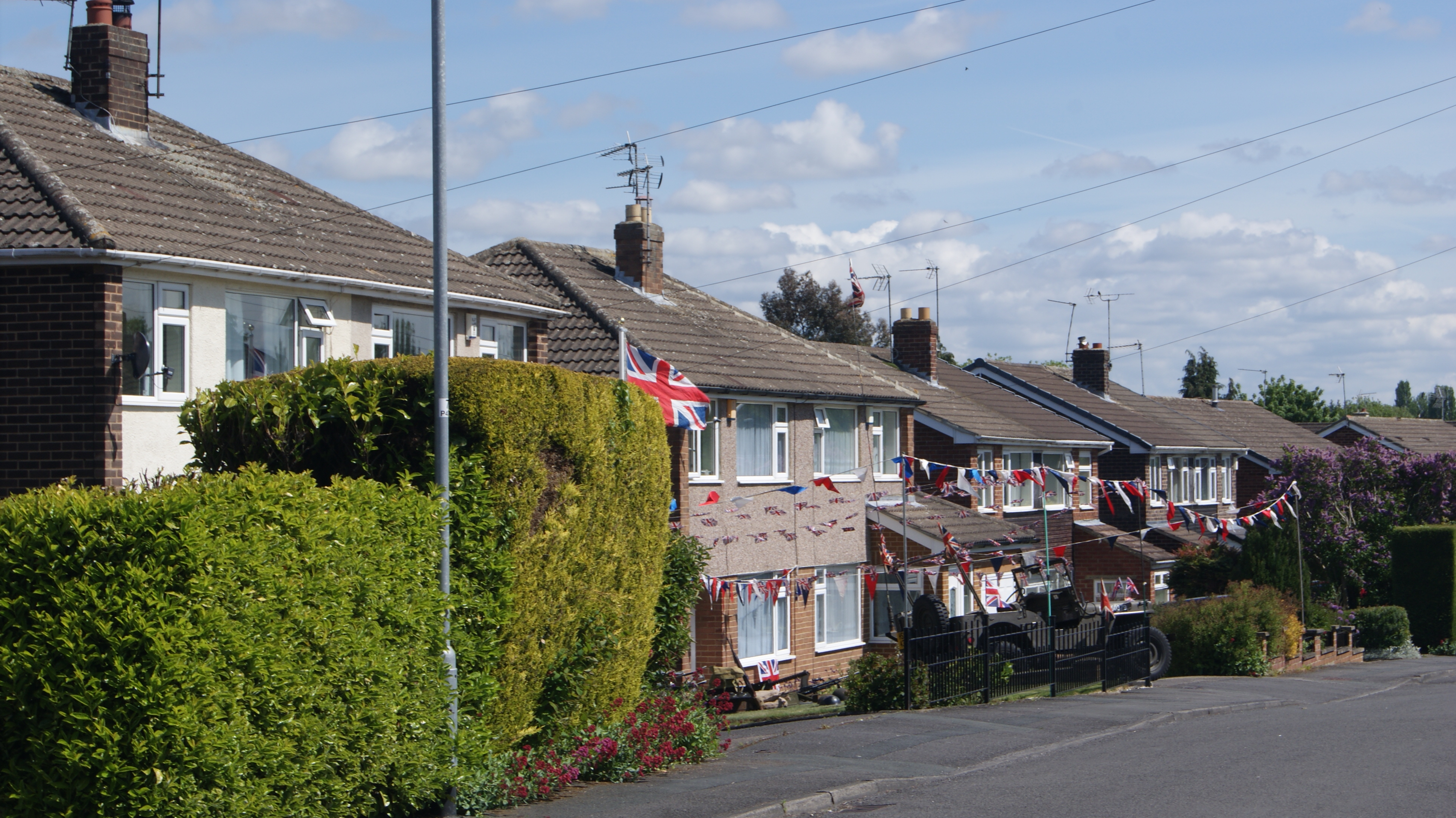
A street in Wetherby with decorative bunting, United Kingdom (2020)
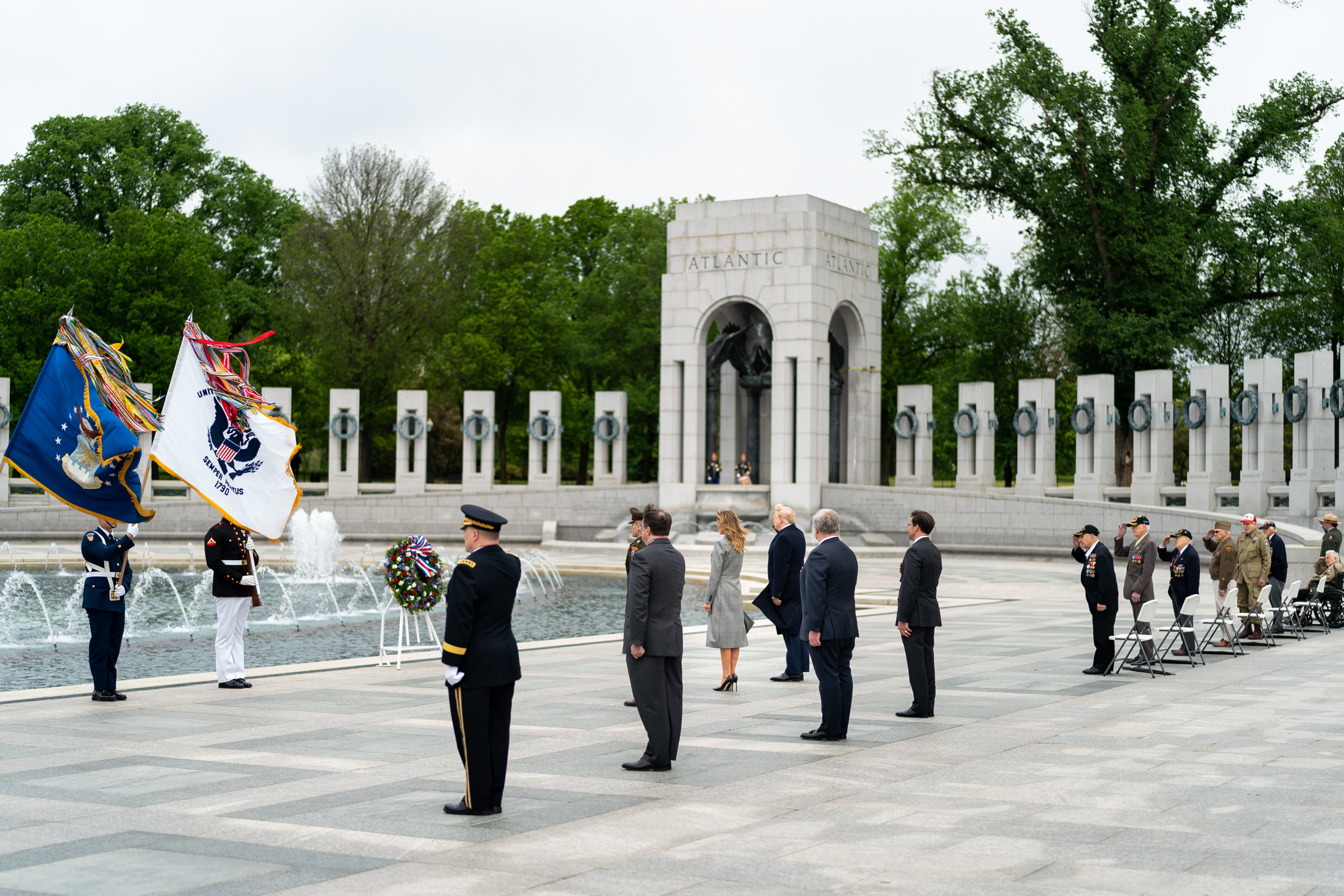
Ceremony at the النصب التذكاري للحرب العالمية الثانية, Washington D.C., United States (2020)